# University Park (Texas)
University Park és una població dels Estats Units a l'estat de Texas. Segons el cens del 2000 tenia 23.324 habitants.

## Demografia
Segons el cens del 2000, University Park tenia 23.324 habitants, 8.005 habitatges, i 5.291 famílies. La densitat de població era de 2.420,8 habitants per km².
Dels 8.005 habitatges en un 40,8% hi vivien nens de menys de 18 anys, en un 56,7% hi vivien parelles casades, en un 7,6% dones solteres, i en un 33,9% no eren unitats familiars. En el 27,6% dels habitatges hi vivien persones soles el 8% de les quals corresponia a persones de 65 anys o més que vivien soles. El nombre mitjà de persones vivint en cada habitatge era de 2,59 i el nombre mitjà de persones que vivien en cada família era de 3,26.
Per edats la població es repartia de la següent manera: un 28,2% tenia menys de 18 anys, un 16,4% entre 18 i 24, un 26,2% entre 25 i 44, un 21,3% de 45 a 60 i un 7,9% 65 anys o més.
L'edat mediana era de 31 anys. Per cada 100 dones de 18 o més anys hi havia 83,1 homes.
La renda mediana per habitatge era de 92.778$ i la renda mediana per família de 140.573$. Els homes tenien una renda mediana de 100.000$ mentre que les dones 44.007$. La renda per capita de la població era de 63.414$. Aproximadament el 3,3% de les famílies i el 5,9% de la població estaven per davall del llindar de pobresa.

## Poblacions més properes
El següent diagrama mostra les poblacions més properes.